# Mount Webb
Mount Webb är ett berg i Antarktis. Det ligger i Östantarktis. Nya Zeeland gör anspråk på området. Toppen på Mount Webb är 2 441 meter över havet, eller 60 meter över den omgivande terrängen. Bredden vid basen är 0,63 km.
Terrängen runt Mount Webb är kuperad österut, men västerut är den bergig. Trakten är obefolkad. Det finns inga samhällen i närheten.